# ミハス
ミハス（スペイン語: Mijas）は、スペイン・アンダルシア州マラガ県のムニシピオ（基礎自治体）。コスタ・デル・ソル（太陽の海岸）にあり、坂道の多い白い村の中でも比較的坂が緩やかで人口も多いため代表的な町として、国内で有数の観光地となっている。経済は主に観光によって成り立っている。

## 歴史
ミハスの集落は古代にタルテッソス人によって造られた。当時の砦跡は現在の市壁の一部として見ることができる。古代ギリシアやポエニ人が、豊富な鉱物資源目当てに村にやってきていたことが、2世紀に出版されたプトレマイオスによる『地理学』に記述されている。
ローマ人には「タミサ」(Tamisa)の名前で知られており、彼らはミハスと活発に貿易をしていた。ローマ人による支配の後、714年より西ゴート族の支配に代わり、更にはムーア人による支配へと代わった。ムーア人は異教徒の村人が蓄財することや彼らの宗教・慣習を、村の農産物や畜産品の3分の1を徴税することを条件として認めた。タミサの名前をミクサ(Mixa)に変更したのもムーア人であり、ミクサが後に現在のミハスという名前に変化した。
コルドバ首長国の時代、村はウマル・イブン・ハサンに征服され、9世紀末にアブド・アッラフマーン3世に敗れるまでその支配が続いた。
1487年のマラガ包囲の間、ミハスはカトリック両王の攻撃に抵抗した。マラガ陥落の後、住民たちは降伏し、その大部分が奴隷として売られていった。数十年後のコムネロスの反乱の間、ミハスはスペイン王に忠誠を誓ったため、王室より「Muy Leal」（非常に忠実）の称号が与えられた。その後ほどなくして、フアナがミハスを村から町に昇格させ、国王課税を免除した。
この頃から19世紀にかけて、海岸沿いにおける海賊行動が活発になり、ミハスは苦難を強いられた。海賊行動を監視するために、現在も海岸沿いで見ることのできる見張り塔が建設された。